# Eine Chance/Zu Gangsta
Eine Chance/Zu Gangsta ist eine Single der Rapper Sonny Black (Bushido) und Frank White (Fler). Sie wurde am 28. August 2009 über das Label ersguterjunge veröffentlicht. Sie enthält die beiden Tracks Eine Chance und Zu Gangsta aus dem Album Carlo Cokxxx Nutten 2, die für die Veröffentlichung auf Single zu einem Medley zusammengeschnitten wurden.

## Inhalt
Eine Chance spiegelt inhaltlich die Versöhnung von Fler und Bushido wider. Dies wird an den Zeilen „Weißt du noch wer wir sind? Erinnere dich daran“ und „Du hasst jemanden nur, wenn du ihn krass geliebt hast“ deutlich. Zudem spielt Bushido in der ersten Strophe auf ihre erste gemeinsame Veröffentlichung an: „2003. Electro, Ghetto, Techno. Wir haben Deutsch-Rap komplett zerstört“.
Zu Gangsta stellt dagegen einen Battle-Track dar. Im Text werden unter anderem die Themen Bankraub und Drogenhandel behandelt („Frank, mach’ die Kasse klar. Greif’ rein, hol es raus“), („Ich handle die Kilos, die Cocain-Cowboys“). Zudem äußern sie sich abwertend gegenüber einem unbestimmten „Du“ („ich bang deine Freundin erst in ein paar Tagen“).

## Produktion
Der Beat des Original-Songs wurde von Bushido und Martin Stock produziert. Die auf der physischen Single enthaltenen Remixe stammen von den Produzenten Djorkaeff und Bizzy Montana. Die Lieder wurden in Berlin und in München produziert.

## Versionen
Die Single wurde in zwei unterschiedlichen Versionen veröffentlicht. Auf der digitalen Single ist nur der Original-Song und dessen Instrumental-Version vorhanden. Auf der physischen Single befinden sich neben der Original- und Instrumental-Version auch Remixe der Produzenten Djorkaeff und Bizzy Montana, sowie deren Instrumental-Versionen.

## Titelliste
| # | Titel                                                         | Gastmusiker | Produzent              | Länge |
| - | ------------------------------------------------------------- | ----------- | ---------------------- | ----- |
| 1 | Eine Chance / Zu Gangsta (Video Edit)                         |             | Bushido & Martin Stock | 3:58  |
| 2 | Eine Chance / Zu Gangsta (Video Edit Instrumental)            |             | Bushido & Martin Stock | 3:58  |
| 3 | Eine Chance / Zu Gangsta (Bizzy Montana Remix)                |             | Bizzy Montana          | 4:15  |
| 4 | Eine Chance / Zu Gangsta (Djorkaeff Remix)                    |             | Djorkaeff              | 3:55  |
| 3 | Eine Chance / Zu Gangsta (Bizzy Montana Remix) (Instrumental) |             | Bizzy Montana          | 4:15  |
| 4 | Eine Chance / Zu Gangsta (Djorkaeff Remix) (Instrumental)     |             | Djorkaeff              | 3:55  |

## Musikvideo
Für das Musikvideo hatte Bushido die Idee, die Reaktionen der Medien nach ihrer Versöhnung wiederzuspielen. So wurde es im Video dargestellt, das alles von Paparazzi gesehen wurde. Am Anfang des Videos befindet sich Bushido mit Freunden in einem Café und Fler in seiner Wohnung. Bereits bei diesem Aufenthalt werden beide von Paparazzi fotografiert. Sie telefonieren miteinander und verabreden sich. Als sie dann die jeweiligen Gebäude verlassen wollen, werden sie von Kameramännern und Reportern bedrängt. Es beginnt der Song Eine Chance. Später werden sie dann auf einem Parkhaus-Dach inhaftiert. Bei der Festnahme beginnt der Song Zu Gangsta. Das Ende des Videos zeigt beide Rapper, als sie die Polizei-Station verlassen und dann wieder von Medien bedrängt werden.
Beim Dreh zum Musikvideo kam es zu einem Überfall. So soll Fler, als er sich mit den Kameramännern und Freunden im Auto stehend vor der Ampel befand, von mehreren Leuten angegriffen worden sein. Die Täter sollen mit Messer und einer Maschinenpistole, die jedoch nur mit Platzpatronen geladen war, bewaffnet gewesen sein.
Bei den Hiphop.de Awards 2009 wurde das Musikvideo als „Bestes Video National“ ausgezeichnet.

## Chartplatzierungen
Eine Chance / Zu Gangsta erreichte in Deutschland und in Österreich Rang 26 der offiziellen Singlecharts. In den deutschen Charts hielt sie sich 7 Wochen und in Österreich 3 Wochen.
| ChartsChartplatzierungen | Höchstplatzierung | Wochen |
| ------------------------ | ----------------- | ------ |
| Deutschland (GfK)        | 26 (7 Wo.)        | 7      |
| Österreich (Ö3)          | 36 (3 Wo.)        | 3      |